# Kirtan
Kirtan o translitterato Kirtanam (dal sanscrito kîrtana), può avere diversi significati per via della forma molto flessiva del sanscrito:
1. Cantare
2. Secondo modo dei 9 modi di praticare il bhakti yoga.
3. Pregare dio[1] con canti devozionali, in varie tradizioni spirituali dell'India e del Bangladesh, accompagnati dall'armonium e dal tabla[2]. Il bhakti yoga ha inserito questa pratica nella sua tradizione.

## Nel sikhismo
Come abbreviazione di shabad kirtan, è la musica devozionale e rituale del sikhismo.
In relazione alla musica indostana dalla quale prende in prestito alcuni raga e alcuni strumenti, il kirtan mette in musica la shabad o parola santa, di solito risultante dagli scritti sikh e soprattutto del Guru Granth Sahib. In tutti i casi, solo le gurbani, le parole dei guru del sikhismo, vengono cantate.
Tra i sikh, la pratica e l'ascolto è principalmente una forma di meditazione, un supporto all'insegnamento spirituale, quello dei guru e un modo di comunicare con il divino. Queste preghiere sikh vanno recitate ogni giorno anche senza musica. Questa tradizione è stata fondata nel 1521 da Guru Nanak e fa parte del codice di condotta dei sikh, il Rehat Maryada come la preghiera detta ardas. Una famosa frase sikh dice: "Il vero kirtan viene eseguito ogni giorno attraverso le sue parole, i suoi pensieri, le sue azioni".
I guru del sikhismo si autodefinirono dei trovatori, poeti del Signore. Oggi è nella tradizione trovare quattro servizi kirtan nei Gurdwara, i templi sikh, uno tutte le mattine presto, uno quattro ore dopo l'alba, al momento del calar del sole, e un'ora e mezza dopo il tramonto. Il tabla (percussioni) e l'armonium sono di solito sono gli strumenti utilizzati per accompagnare i canti. I villaggi sono spesso meno attrezzati e solo un cantante o un musicista esegue il kirtan. La danza è vietata e il credente deve sforzarsi di seguire le parole più di ogni ornamento.